# 회령시
회령시(會嶺市)는 조선민주주의인민공화국 함경북도의 북부, 두만강 연안에 위치한 도시이다. 면적은 1,750km2이고, 2008년 현재 인구는 153,000명이다. 

## 지리
함경산맥이 시역(市域)의 중앙을 가로질러 뻗어 있어 산지가 많다. 서쪽은 무산군, 남쪽은 부령군·청진시, 동쪽으로는 경흥군·경원군·온성군과 접해 있고, 북쪽은 두만강을 사이에 두고 중국 지린성(吉林省) 옌볜 조선족 자치주 룽징 시(龍井, 용정)와 마주하고 있다. 시의 북쪽 지역(광복 당시 종성군 행영면)에는 회령 정치범수용소(22호 관리소)가 있었는데 2012년 폐쇄된 것으로 추정된다.
시내 주위를 산 고개가 둘러 쌓여 회의를 하는 것 같다 하여 회령이라 부른다고 전해진다. 회령 시내를 감싸고 흘러 두만강으로 합쳐지는 회령천과 팔을천 사이에 자라가 물속으로 들어간다 하여 이름한 오산덕이 자리잡고 있는데, 오산덕 중턱에 김일성의 부인 김정숙의 생가가 있다.

## 역사
조선 태종 대에 여진족 일파인 알타리(斡朶里)의 동맹가첩목아(童猛哥帖木兒)의 세력이 들어와 살았으며 이들의 말로 알목하(斡木河)나 오음회(吾音會)라 하였다. 1433년에 맹가첩목아 부자가 올적합과의 싸움에서 전사하자 추장이 없어졌는데, 이때 조선 세종이 이곳에 성보에 이어 회령진을 설치하였으니 육진(六鎭) 개척의 하나였다.
- 1931년 4월 1일 회령면이 회령읍으로 승격하였다.[2]
- 1952년에 일부 지역이 유선군으로 분리되고 1974년에 유선군과 종성군이 폐지되면서 유선군 전 지역과 종성군 일부 지역이 편입되었다.
- 1991년 7월 8일에 시로 개편하여 회령읍이 오산덕동, 성천동, 역전동, 동명동으로 분리되었다.

## 산업, 교통
회령에는 식품 공장 및 생활용품 생산 공장이 있으며 함북선이 지나간다.

## 기후
| 회령시의 기후            | 회령시의 기후 | 회령시의 기후 | 회령시의 기후 | 회령시의 기후 | 회령시의 기후 | 회령시의 기후 | 회령시의 기후 | 회령시의 기후 | 회령시의 기후 | 회령시의 기후 | 회령시의 기후 | 회령시의 기후 | 회령시의 기후 |
| 월                       | 1월           | 2월           | 3월           | 4월           | 5월           | 6월           | 7월           | 8월           | 9월           | 10월          | 11월          | 12월          | 연간          |
| ------------------------ | ------------- | ------------- | ------------- | ------------- | ------------- | ------------- | ------------- | ------------- | ------------- | ------------- | ------------- | ------------- | ------------- |
| 일평균 최고 기온 °C (°F) | −5.1 (22.8)   | −2.0 (28.4)   | 4.2 (39.6)    | 12.6 (54.7)   | 18.3 (64.9)   | 21.4 (70.5)   | 24.8 (76.6)   | 25.4 (77.7)   | 21.2 (70.2)   | 14.7 (58.5)   | 4.9 (40.8)    | −2.7 (27.1)   | 11.5 (52.7)   |
| 일일 평균 기온 °C (°F)   | −11.1 (12.0)  | −8.5 (16.7)   | −2.2 (28.0)   | 5.7 (42.3)    | 11.4 (52.5)   | 16.0 (60.8)   | 20.3 (68.5)   | 20.8 (69.4)   | 15.3 (59.5)   | 8.1 (46.6)    | −0.8 (30.6)   | −8.4 (16.9)   | 5.6 (42.0)    |
| 일평균 최저 기온 °C (°F) | −17.0 (1.4)   | −15.0 (5.0)   | −8.5 (16.7)   | −1.2 (29.8)   | 4.6 (40.3)    | 10.7 (51.3)   | 15.8 (60.4)   | 16.3 (61.3)   | 9.4 (48.9)    | 1.5 (34.7)    | −6.4 (20.5)   | −14.0 (6.8)   | −0.3 (31.4)   |
| 평균 강수량 mm (인치)    | 6 (0.2)       | 6 (0.2)       | 14 (0.6)      | 29 (1.1)      | 61 (2.4)      | 94 (3.7)      | 112 (4.4)     | 155 (6.1)     | 82 (3.2)      | 38 (1.5)      | 20 (0.8)      | 8 (0.3)       | 625 (24.5)    |
| 출처: Climate-Data.org   |               |               |               |               |               |               |               |               |               |               |               |               |               |

## 행정 구역
회령군은 광복 당시에 회령읍, 벽성면(碧城面), 보을면(甫乙面), 용흥면(龍興面), 창두면(昌斗面), 팔을면(八乙面), 화풍면(化豊面) 등 1읍 5면으로 이루어져 있었고, 면적은 1,255.80km2였다. 회령군의 군청 소재지였던 회령읍은 일(一)·이(二)·삼(三)·사(四)·오(五)·료(料)·오산(鰲山) 등 7개 동이 있었고, 면적은 12.42km2였다.
2002년 현재 회령시의 행정 구역은 19개 동(강안동(江岸洞), 계림동(鷄林洞), 궁심동(弓心洞), 남문동(南門洞), 동명동(東明洞), 망양동(望陽洞), 보을동(甫乙洞), 산업동(産業洞), 새마을동, 성천동(城川洞), 세천동(細川洞)), 수북동(水北洞), 신천동(新川洞), 역전동(驛前洞), 오산덕동(鰲山德洞), 유선동(遊仙洞), 중도동(中島洞), 중봉동(仲峯洞), 칠월팔일동(七月八日洞)), 28개 리(계상리(溪上里), 계하리(溪下里), 굴산리(窟山里), 금생리(金生里), 남산리(南山里), 대덕리(大德里), 덕흥리(德興里), 락생리(洛生里), 룡천리(龍川里), 무산리(茂山里), 방원리(防垣里), 벽성리(碧城里), 사을리(沙乙里), 성동리(城東里), 성북리(城北里), 송학리(松鶴里), 신흥리(新興里), 영수리(永綏里), 오류리(五柳里), 오봉리(五鳳里), 원산리(元山里), 인계리(仁溪里), 창태리(蒼苔里), 창효리(彰孝里), 풍산리(豊山里), 학포리(鶴浦里), 행영리(行營里), 홍산리(鴻山里))로 구성되어 있다.

## 관광지

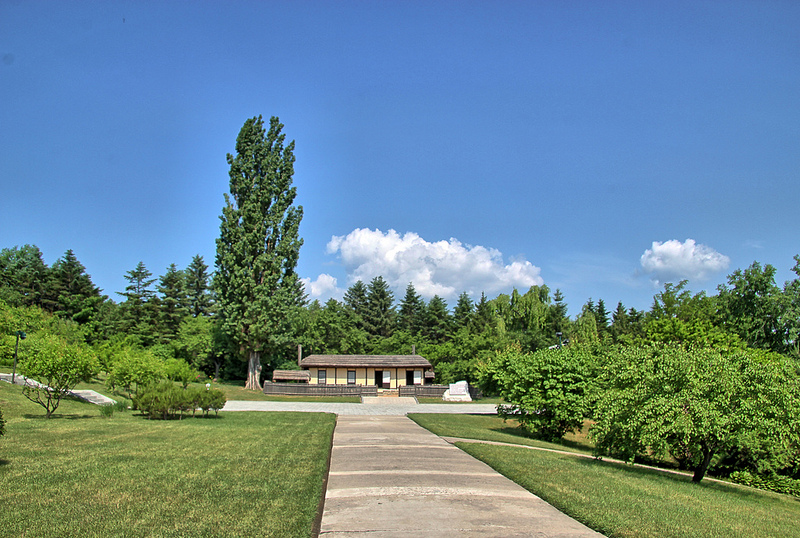
회령시에 위치한 김정숙 생가

회령은 김일성(金日成)의 첫 번째 부인이자 김정일(金正日)의 생모인 김정숙의 출생지여서 북한에서는 답사, 여행지로 되어 있으며, 따라서 시내 전체가 군사분계선 이북 지역 중 비교적 잘 꾸며져 있는 곳이다.
5월 말이면 회령시의 특산물 "백살구"꽃이 하얗게 온 시내를 덮는 절경을 볼 수 있는데, 특히 해질녘 두만강쪽의 노을에 비친 오산덕 마루의 절벽을 바라보면 가사 그대로 "복숭아꽃 살구꽃 아기진달래"와 같은 아름다운 풍경을 자아낸다. 현재는 눈에 띄는 커다란 문구가 회령시에 들어선 어느 곳에서도 보일 만큼 높은 곳에 배치되어 있다.
- 김정숙혁명사적관: 1974년 10월에 개관했다. 김정숙에 관련된 자료를 전시하고 있다.
- 오산덕: 회령시 오산덕동에 위치한 작은 산이다. 김정숙의 동상과 사적비가 위치해 있다.
- 회령교두: 회령시 중심부에서 서북쪽으로 5km 떨어진 곳에 위치한 다리로, 중국 지린성(吉林省) 룽징(龍井, 용정)과 연결되어 있다.
- 회령인민도서관: 회령시 성천동에 위치한 도서관이다. 1993년 12월 24일에 개관했다. 건물 외관이 화려하다.
- 호텔
  - 회령호텔: 회령시 중심부에서 남동쪽으로 3km 떨어져 있는 곳에 있다. 객실은 34개이다.
  - 오산관광여관: 회령시 오산덕동에 있다. 객실은 21개이다.

## 출신 인물
- 나운규(영화 감독, 배우, 극작가)
- 신동우(만화가)
- 이순재(李順載, 탤런트)
- 조기천(시인)

## 같이 보기
- 조선민주주의인민공화국의 인구순 도시 목록
- 조선민주주의인민공화국의 지리

## 참고 자료
- Dormels, Rainer. North Korea's Cities: Industrial facilities, internal structures and typification. Jimoondang, 2014. ISBN 978-89-6297-167-5